# 八千代市
八千代市（やちよし）は、千葉県の北西部に位置する市。人口は約20万人で、千葉県内では流山市に次いで第8位の人口規模である。1967年（昭和42年）市制施行。

## 概要
住宅団地発祥の地として知られており、現在も東葉高速線沿線を中心に宅地開発事業が行われている住宅都市。

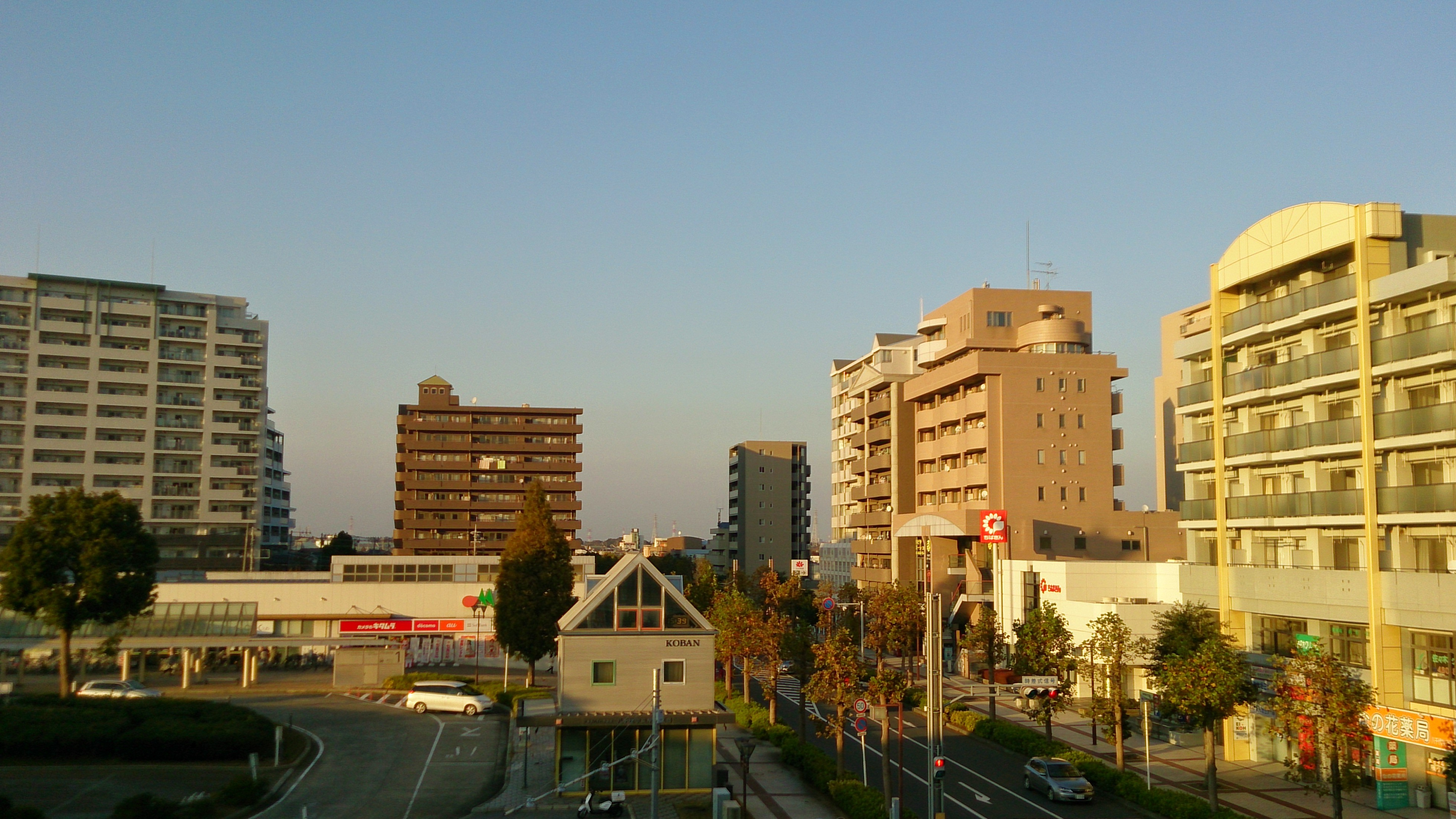
八千代中央駅から望むゆりのき台

千葉県北西部の内陸に位置し、県庁所在地の千葉市から約13キロメートルの距離である。東京都の都心から約33キロメートル（日本橋起点・鉄道ルート）。都市雇用圏における東京都市圏（東京都区部）のベッドタウンとしての性質が強い。東京都特別区部への通勤率は26.6%（平成22年国勢調査）。

## 地理
下総台地上に位置する。南北を新川が縦断し、新川周辺や印旛沼に近い市の北部は低地である。かつて阿蘇沼という沼が存在したと伝えられる。

### 気候
千葉県でも内陸部に位置し、筑波颪の影響で冬季は気温が非常に下がる。そのため、千葉県内でも1月の気温が氷点下になることが比較的多く、県内で気温が最も低い都市の1つである。

### 自然
利根川水系の河川のみが流れている。
- 印旛放水路（新川・花見川） - 大和田排水機場を境に印旛沼寄りが新川、検見川の浜側が花見川と呼ばれる。一級河川。人工開削。
  - 勝田川 - 一級河川。南東部、千葉市花見川区との境を流れる。
  - 高津川 - 人口密度の高い南部を流れる。都市下水路。
    - 芦太川 - 都市下水路。

  - 桑納川 - 一級河川。北部を流れる。
    - 花輪川 - 準用河川。東葉高速鉄道車庫脇が水源。
    - 石神川 - 一級河川。吉橋工業団地の脇を流れる。

  - 神崎川 - 一級河川。北部の白井市との境を流れる。
    - 戸神川 - 一級河川。

  - 高野川 - 準用河川。佐倉市内では小竹川（上小竹川）と呼ばれ、東部の市境付近を流れる。

### 隣接している自治体・行政区
- 千葉市（花見川区）
- 佐倉市
- 船橋市
- 印西市
- 白井市
- 習志野市

## 歴史
旧石器時代の遺跡が残されており、約3万年前からこの地に人が住んでいたとされる。菅原道真のたたりを恐れた藤原時平の妻と娘が関東に逃れ、高津地区に住み着いたといわれている。
中世には米本城が構築されたが、1558年、城主の村上綱清（清和源氏村上氏流、千葉家家臣）が原因不明の自殺をし、廃城となった。江戸時代には、佐倉藩領、天領、旗本領に分けられた。成田街道大和田宿は、成田山新勝寺への参拝客（成田参詣）のための宿場町として栄えた。
1950年代から団地建設などの大規模住宅開発が始まり、1967年に市制施行、1970年代には全国有数の人口増加都市となる。

### 沿革
- 1874年（明治7年） - 現市域の南西部が陸軍の習志野演習場の一部として買収される。近年では日本全国の日本陸軍軍用跡地で旧帝国陸軍地毒ガス埋設問題が浮上し、関連施設の安全性調査を実施している（別項習志野演習場、陸軍習志野学校を参照）。
- 1889年（明治22年） - 市町村制の施行に伴い、千葉郡大和田村（1891年に町制施行）・同郡睦村・印旛郡阿蘇村が誕生する。
- 1923年（大正12年） - 関東大震災後の混乱の中、高津地区で自警団による朝鮮人虐殺が発生。高津観音寺内に慰霊碑が設けられている。
- 1926年（大正15年） - 初の鉄道線として京成線が開通し、京成大和田駅が設置される。
- 1954年（昭和29年） - 大和田町と睦村が合併し、新たに千葉郡八千代町が誕生する。八千代の名前は公募によって決定した。同年、印旛郡阿蘇村を吸収合併する。
- 1955年（昭和30年） - 日本住宅公団により日本初の大規模住宅団地・八千代台団地が建設される。その後も、大規模団地の建設が相次ぐ。
- 1956年（昭和31年） - 京成線八千代台駅が開業する。
- 1967年（昭和42年）1月1日 - 流山市と共に市制施行。これにより千葉郡は消滅した。
- 1968年（昭和43年） - 京成線勝田台駅が開業する。
- 1974年（昭和49年） - 市役所で四週に一度の週休二日制度が始まる[4]。
- 1987年（昭和62年）6月1日 - 八千代市勝田台文化センターが開館。
- 1992年（平成4年）5月16日 - タイラー市（アメリカ合衆国 テキサス州）と姉妹都市提携。
- 1993年（平成5年）5月15日 - 八千代市歴史民俗資料館が開館。
- 1996年（平成8年）
  - 4月27日 - 東葉高速鉄道が開業する。市内には八千代緑が丘、八千代中央、村上、東葉勝田台の4駅が設置される。
  - 5月22日 - 八千代市文化伝承館が開館。
- 2000年（平成12年） - 人口15万人突破。
  - 八千代市歴史民俗資料館が八千代市立郷土博物館に改称。
- 2008年（平成20年）5月17日 - バンコク（タイ王国）と姉妹都市提携。
- 2012年（平成24年） - マスコットキャラクターとして「やっち」誕生。
- 2015年（平成27年）7月1日 - 中央図書館・市民ギャラリーが開館。
- 2020年（令和2年）
  - 3月 - 人口20万人突破。
  - 新型コロナウイルス感染症拡大に伴いイベントの中止や[5]小中学校の臨時休業が続いた[6]。

### 変遷
- 1954年1月 - 大和田町と睦村が合併、千葉郡八千代町が発足。
- 1954年4月 - 八千代町高津の一部（安生津）を千葉郡幕張町へ編入。
- 1954年9月 - 印旛郡阿蘇村を編入。
- 1956年11月 - 八千代町井野の一部を佐倉市へ
- 1967年1月 - 市制を施行し、八千代市が発足。これに伴い、千葉郡が消滅した。
- 1969年10月 - 佐倉市・千葉市と境界変更。
- 1972年12月 - 千葉市と境界変更。
- 1975年7月 - 佐倉市と境界変更。
- 2001年6月 - 印西市と境界変更。
- 2012年1月 - 印西市と境界変更。

## 町名
出典：八千代市役所
町名地番整理実施状況
住居表示実施状況
| 町名               | 町名読み         | 町区域新設年月日 | 住居表示実施年月日    | 住居表示実施直前町名                              | 備考                                       |
| ------------------ | ---------------- | ---------------- | --------------------- | ------------------------------------------------- | ------------------------------------------ |
| 神久保             | いものくぼ       |                  |                       |                                                   |                                            |
| 大和田             | おおわだ         |                  |                       |                                                   |                                            |
| 大和田新田         | おおわだしんでん |                  |                       |                                                   |                                            |
| 尾崎               | おさき           |                  |                       |                                                   |                                            |
| 勝田               | かつた           |                  |                       |                                                   |                                            |
| 勝田台一丁目       | かつただい       | 1970年9月16日    |                       | 勝田                                              |                                            |
| 勝田台二丁目       | かつただい       | 1970年9月16日    |                       | 勝田                                              |                                            |
| 勝田台三丁目       | かつただい       | 1970年9月16日    |                       | 勝田                                              |                                            |
| 勝田台四丁目       | かつただい       | 1970年9月16日    |                       | 勝田                                              |                                            |
| 勝田台五丁目       | かつただい       | 1970年9月16日    |                       | 勝田                                              |                                            |
| 勝田台六丁目       | かつただい       | 1970年9月16日    |                       | 勝田                                              |                                            |
| 勝田台七丁目       | かつただい       | 1975年4月1日     |                       | 勝田                                              |                                            |
| 勝田台北一丁目     | かつただいきた   | 2011年10月8日    | 2011年10月8日         | 下市場の残部、 村上・村上南四丁目・上高野の各一部 |                                            |
| 勝田台北二丁目     | かつただいきた   | 2011年10月8日    | 2011年10月8日         | 下市場の残部、 村上・村上南四丁目・上高野の各一部 |                                            |
| 勝田台北三丁目     | かつただいきた   | 2011年10月8日    | 2011年10月8日         | 下市場の残部、 村上・村上南四丁目・上高野の各一部 |                                            |
| 勝田台南一丁目     | かつただいみなみ |                  | 1985年10月7日         | 勝田                                              |                                            |
| 勝田台南二丁目     | かつただいみなみ |                  | 1985年10月7日         | 勝田                                              |                                            |
| 勝田台南三丁目     | かつただいみなみ |                  | 1985年10月7日         | 勝田                                              |                                            |
| 神野               | かの             |                  |                       |                                                   |                                            |
| 上高野             | かみこうや       |                  |                       |                                                   |                                            |
| 下高野             | しもこうや       |                  |                       |                                                   |                                            |
| 萱田               | かやだ           |                  |                       |                                                   |                                            |
| 萱田町             | かやだまち       |                  |                       |                                                   |                                            |
| 桑納               | かんのう         |                  |                       |                                                   |                                            |
| 小池               | こいけ           |                  |                       |                                                   |                                            |
| 佐山               | さやま           |                  |                       |                                                   |                                            |
| 島田               | しまだ           |                  |                       |                                                   |                                            |
| 島田台             | しまだだい       |                  |                       |                                                   |                                            |
| 桑橋               | そうのはし       |                  |                       |                                                   |                                            |
| 下市場一丁目       | しもいちば       |                  | 1985年10月7日         |                                                   |                                            |
| 下市場二丁目       | しもいちば       |                  | 1985年10月7日         |                                                   |                                            |
| 高津団地           | たかつだんち     |                  |                       |                                                   |                                            |
| 高津               | たかつ           |                  |                       |                                                   |                                            |
| 高津東一丁目       | たかつひがし     | 1999年2月20日    |                       |                                                   |                                            |
| 高津東二丁目       | たかつひがし     | 1999年2月20日    |                       |                                                   |                                            |
| 高津東三丁目       | たかつひがし     | 1999年2月20日    |                       |                                                   |                                            |
| 高津東四丁目       | たかつひがし     | 1999年2月20日    |                       |                                                   |                                            |
| 大学町一丁目       | だいがくちょう   |                  | 2001年10月9日         |                                                   |                                            |
| 大学町二丁目       | だいがくちょう   |                  | 2001年10月9日         |                                                   |                                            |
| 大学町三丁目       | だいがくちょう   |                  | 2001年10月9日         |                                                   |                                            |
| 大学町四丁目       | だいがくちょう   |                  | 2001年10月9日         |                                                   |                                            |
| 大学町五丁目       | だいがくちょう   |                  | 2001年10月9日         |                                                   |                                            |
| 大学町六丁目       | だいがくちょう   |                  | 2001年10月9日         |                                                   |                                            |
| 平戸               | ひらど           |                  |                       |                                                   |                                            |
| 保品               | ほしな           |                  |                       |                                                   |                                            |
| 堀の内             | ほりのうち       |                  |                       |                                                   |                                            |
| 真木野             | まきの           |                  |                       |                                                   |                                            |
| 緑が丘一丁目       | みどりがおか     | 1997年11月15日   | 2005年4月1日（一部）  | 大和田新田の一部                                  |                                            |
| 緑が丘二丁目       | みどりがおか     | 1997年11月15日   | 1998年5月16日（一部） | 大和田新田の一部                                  |                                            |
| 緑が丘三丁目       | みどりがおか     | 1997年11月15日   | 1998年5月16日（一部） | 大和田新田の一部                                  |                                            |
| 緑が丘四丁目       | みどりがおか     | 1997年11月15日   |                       | 大和田新田の一部                                  |                                            |
| 緑が丘五丁目       | みどりがおか     | 1997年11月15日   |                       | 大和田新田の一部                                  |                                            |
| 緑が丘西一丁目     | みどりがおかにし | 2017年11月18日   |                       | 大和田新田・吉橋の各一部                          |                                            |
| 緑が丘西二丁目     | みどりがおかにし | 2017年11月18日   |                       | 大和田新田・吉橋の各一部                          |                                            |
| 緑が丘西三丁目     | みどりがおかにし | 2017年11月18日   |                       | 大和田新田・吉橋の各一部                          |                                            |
| 緑が丘西四丁目     | みどりがおかにし | 2017年11月18日   |                       | 大和田新田・吉橋の各一部                          |                                            |
| 緑が丘西五丁目     | みどりがおかにし | 2017年11月18日   |                       | 大和田新田・吉橋の各一部                          |                                            |
| 緑が丘西六丁目     | みどりがおかにし | 2017年11月18日   |                       | 大和田新田・吉橋の各一部                          |                                            |
| 緑が丘西七丁目     | みどりがおかにし | 2017年11月18日   |                       | 大和田新田・吉橋の各一部                          |                                            |
| 緑が丘西八丁目     | みどりがおかにし | 2017年11月18日   |                       | 大和田新田・吉橋の各一部                          |                                            |
| 村上               | むらかみ         |                  |                       |                                                   |                                            |
| 村上団地           | むらかみだんち   |                  |                       |                                                   |                                            |
| 村上南一丁目       | むらかみみなみ   | 2009年3月20日    |                       | 村上の一部                                        |                                            |
| 村上南二丁目       | むらかみみなみ   | 2009年3月20日    |                       | 村上の一部                                        |                                            |
| 村上南三丁目       | むらかみみなみ   | 2009年3月20日    |                       | 村上の一部                                        |                                            |
| 村上南四丁目       | むらかみみなみ   | 2009年3月20日    |                       | 村上の一部                                        | 一部地域は後年分割され 勝田台北2丁目へ編入 |
| 村上南五丁目       | むらかみみなみ   | 2009年3月20日    |                       | 村上の一部                                        |                                            |
| 八千代台北一丁目   | やちよだいきた   | 1957年12月12日   |                       |                                                   |                                            |
| 八千代台北二丁目   | やちよだいきた   | 1957年12月12日   |                       |                                                   |                                            |
| 八千代台北三丁目   | やちよだいきた   | 1957年12月12日   | 1972年4月1日（一部）  |                                                   |                                            |
| 八千代台北四丁目   | やちよだいきた   | 1957年12月12日   | 1972年4月1日（一部）  |                                                   |                                            |
| 八千代台北五丁目   | やちよだいきた   | 1957年12月12日   |                       |                                                   |                                            |
| 八千代台北六丁目   | やちよだいきた   | 1957年12月12日   |                       |                                                   |                                            |
| 八千代台北七丁目   | やちよだいきた   | 1957年12月12日   |                       |                                                   |                                            |
| 八千代台北八丁目   | やちよだいきた   |                  | 1972年4月1日          |                                                   |                                            |
| 八千代台北九丁目   | やちよだいきた   |                  | 1972年4月1日          |                                                   |                                            |
| 八千代台北十丁目   | やちよだいきた   |                  | 1972年4月1日          |                                                   |                                            |
| 八千代台北十一丁目 | やちよだいきた   |                  | 1972年4月1日          |                                                   |                                            |
| 八千代台北十二丁目 | やちよだいきた   |                  | 1972年4月1日          |                                                   |                                            |
| 八千代台北十三丁目 | やちよだいきた   |                  | 1972年4月1日          |                                                   |                                            |
| 八千代台北十四丁目 | やちよだいきた   |                  | 1972年4月1日          |                                                   |                                            |
| 八千代台北十五丁目 | やちよだいきた   |                  | 1972年4月1日          |                                                   |                                            |
| 八千代台北十六丁目 | やちよだいきた   |                  | 1972年4月1日          |                                                   |                                            |
| 八千代台北十七丁目 | やちよだいきた   |                  | 1972年4月1日          |                                                   |                                            |
| 八千代台西一丁目   | やちよだいにし   | 1957年12月12日   |                       |                                                   |                                            |
| 八千代台西二丁目   | やちよだいにし   | 1957年12月12日   |                       |                                                   |                                            |
| 八千代台西三丁目   | やちよだいにし   | 1957年12月12日   |                       |                                                   |                                            |
| 八千代台西四丁目   | やちよだいにし   | 1957年12月12日   | 1972年4月1日（一部）  |                                                   |                                            |
| 八千代台西五丁目   | やちよだいにし   | 1957年12月12日   |                       |                                                   |                                            |
| 八千代台西六丁目   | やちよだいにし   | 1957年12月12日   |                       |                                                   |                                            |
| 八千代台西七丁目   | やちよだいにし   | 1957年12月12日   | 1972年4月1日（一部）  |                                                   | 一部地域は1963年1月1日に編入               |
| 八千代台西八丁目   | やちよだいにし   | 1963年1月1日     | 1972年4月1日（一部）  |                                                   |                                            |
| 八千代台西九丁目   | やちよだいにし   |                  | 1972年4月1日          |                                                   |                                            |
| 八千代台西十丁目   | やちよだいにし   |                  | 1972年4月1日          |                                                   |                                            |
| 八千代台東一丁目   | やちよだいひがし |                  | 1970年4月1日          |                                                   |                                            |
| 八千代台東二丁目   | やちよだいひがし |                  | 1970年4月1日          |                                                   |                                            |
| 八千代台東三丁目   | やちよだいひがし |                  | 1970年4月1日          |                                                   |                                            |
| 八千代台東四丁目   | やちよだいひがし |                  | 1970年4月1日          |                                                   |                                            |
| 八千代台東五丁目   | やちよだいひがし |                  | 1970年4月1日          |                                                   |                                            |
| 八千代台東六丁目   | やちよだいひがし |                  | 1970年4月1日          |                                                   |                                            |
| 八千代台南一丁目   | やちよだいみなみ |                  | 1970年5月1日          |                                                   |                                            |
| 八千代台南二丁目   | やちよだいみなみ |                  | 1970年5月1日          |                                                   |                                            |
| 八千代台南三丁目   | やちよだいみなみ |                  | 1970年5月1日          |                                                   |                                            |
| ゆりのき台一丁目   | ゆりのきだい     | 1992年4月1日     |                       |                                                   |                                            |
| ゆりのき台二丁目   | ゆりのきだい     | 1992年4月1日     |                       |                                                   |                                            |
| ゆりのき台三丁目   | ゆりのきだい     | 1992年4月1日     |                       |                                                   |                                            |
| ゆりのき台四丁目   | ゆりのきだい     | 1992年4月1日     |                       |                                                   |                                            |
| ゆりのき台五丁目   | ゆりのきだい     | 1992年4月1日     |                       |                                                   |                                            |
| ゆりのき台六丁目   | ゆりのきだい     | 1992年4月1日     |                       |                                                   |                                            |
| ゆりのき台七丁目   | ゆりのきだい     | 1992年4月1日     |                       |                                                   |                                            |
| ゆりのき台八丁目   | ゆりのきだい     | 1992年4月1日     |                       |                                                   |                                            |
| 吉橋               | よしはし         |                  |                       |                                                   |                                            |
| 米本               | よなもと         |                  |                       |                                                   |                                            |
| 米本団地           | よなもとだんち   |                  |                       |                                                   |                                            |

## 人口
八千代台団地竣工以後、急激に人口が増加した。団地建設で人口が一気に2倍以上となったのは京都府八幡市などの例もあり、市の特徴も両市で類似している部分が多く、よく八千代市と八幡市とが比較されている。
1975年には人口10万人以上の都市で全国一の人口増加率となり、年少人口も多かった。その年代の住民は京成線沿線に多く住んでおり、高齢化が進んでいる。その一方東葉高速線の影響で人口増加率が復調し、再び年少人口が増加している。2020年には人口20万人を突破した。
| |                                          |  |
| 八千代市と全国の年齢別人口分布（2005年） | 八千代市の年齢・男女別人口分布（2005年） |  |
| ■紫色 ― 八千代市 ■緑色 ― 日本全国 | ■青色 ― 男性 ■赤色 ― 女性                |  |
| 八千代市（に相当する地域）の人口の推移 \| 1970年（昭和45年） \| 66,995人 \| \| \| 1975年（昭和50年） \| 113,262人 \| \| \| 1980年（昭和55年） \| 134,479人 \| \| \| 1985年（昭和60年） \| 142,184人 \| \| \| 1990年（平成2年） \| 148,615人 \| \| \| 1995年（平成7年） \| 154,509人 \| \| \| 2000年（平成12年） \| 168,848人 \| \| \| 2005年（平成17年） \| 180,729人 \| \| \| 2010年（平成22年） \| 189,781人 \| \| \| 2015年（平成27年） \| 193,152人 \| \| \| 2020年（令和2年） \| 199,498人 \| \| |                                          |  |
| 総務省統計局 国勢調査より |                                          |  |
| 1970年（昭和45年） | 66,995人                                 |  |
| 1975年（昭和50年） | 113,262人                                |  |
| 1980年（昭和55年） | 134,479人                                |  |
| 1985年（昭和60年） | 142,184人                                |  |
| 1990年（平成2年） | 148,615人                                |  |
| 1995年（平成7年） | 154,509人                                |  |
| 2000年（平成12年） | 168,848人                                |  |
| 2005年（平成17年） | 180,729人                                |  |
| 2010年（平成22年） | 189,781人                                |  |
| 2015年（平成27年） | 193,152人                                |  |
| 2020年（令和2年） | 199,498人                                |  |

## 行政

### 市長
- 市長：服部友則（2017年5月26日就任、3期目）

歴代の市長
| 代      | 氏名     | 就任年月日    | 退任年月日    | 備考                                                                                   |
| ------- | -------- | ------------- | ------------- | -------------------------------------------------------------------------------------- |
| 初-2代  | 兼子通純 | 1967年1月     | 1971年5月26日 | 旧八千代町長。                                                                         |
| 3-8代   | 仲村和平 | 1971年5月27日 | 1995年5月26日 | 1996年の第41回衆院選（千葉県第2区）に新進党から立候補し落選。                          |
| 9-10代  | 大沢一治 | 1995年5月27日 | 2002年12月7日 | 元自民党県議。2002年11月に収賄容疑で逮捕、翌12月辞職。 2019年1月より八千代市議会議員。 |
| 11-13代 | 豊田俊郎 | 2003年1月26日 | 2013年4月30日 | 元自民党県議。2013年7月より自民党参議院議員。                                          |
| 14代    | 秋葉就一 | 2013年5月26日 | 2017年5月25日 | 元民主党市議。2019年4月より千葉県議会議員。                                            |
| 15-17代 | 服部友則 | 2017年5月26日 | 現職          | 元自民党県議。                                                                         |

### 警察・消防
- 千葉県八千代警察署（管轄は、八千代市全域）
  - 大和田駅前交番、勝田台交番、高津交番、村上駅前交番（村上駐在所を廃止し代替として設置）、八千代台駅前交番、八千代台東交番、八千代中央駅前交番、八千代緑が丘駅前交番、米本交番、睦駐在所
- 八千代市消防本部
  - 中央消防署
    - 八千代台分署
    - 睦分署

  - 東消防署
    - 勝田台分署

### 国の機関
- 厚生労働省千葉労働局船橋公共職業安定所八千代市地域職業相談室 - 市役所1F。求人情報検索システムを利用して、求人内容を閲覧することができる。
- 陸上自衛隊習志野演習場、駐屯地 - 習志野市、船橋市、八千代市にまたがっている。演習場内にMIM-104 パトリオットが配備されている。

## 議会

### 千葉県議会
2023年千葉県議会議員選挙
- 選挙区：八千代市選挙区
- 定数：3人
- 任期：2023年4月30日 - 2027年4月29日[広報 1]
- 投票日：2023年4月9日
- 当日有権者数：165,000人
- 投票率：33.94％

| 候補者名 | 当落 | 年齢 | 党派名     | 新旧別 | 得票数   |
| -------- | ---- | ---- | ---------- | ------ | -------- |
| 茂呂剛   | 当   | 50   | 自由民主党 | 現     | 15,296票 |
| 秋葉就一 | 当   | 50   | 無所属     | 新     | 14,195票 |
| 横山秀明 | 当   | 48   | 公明党     | 現     | 14,407票 |
| 河野慎一 | 落   | 54   | 立憲民主党 | 新     | 11,303票 |

### 衆議院
- 選挙区：千葉2区（千葉市花見川区、八千代市）
- 任期：2024年11月1日 - 2028年10月31日
- 当日有権者数：31,7606人
- 投票率：50.94%

| 当落 | 候補者名 | 年齢 | 所属党派   | 新旧別 | 得票数    | 重複 |
| ---- | -------- | ---- | ---------- | ------ | --------- | ---- |
| 当   | 小林鷹之 | 49   | 自由民主党 | 前     | 103,690票 | ○    |
|      | 白石ちよ | 48   | 日本共産党 | 新     | 48,500票  |      |

## 経済

### 産業
農業
低地では稲作が行われ、台地では梨の栽培がおこなわれている。八千代市産の梨は昭和期には「阿蘇ナシ」の名で出荷され、現在はほとんどが直売される。種類別では野菜（ほうれんそう、にんじんなど）が生産額のおよそ半分を占め、次いで畜産、梨などの果実、米が続く。牛乳生産も盛んで、コーシン乳業の牧場や工場、「八千代牛乳」ブランドの生産者である千葉北部酪農農業協同組合（北酪）の本所が市内に存在する。
- 農業協同組合
  - 八千代市農業協同組合
  - 千葉北部酪農農業協同組合

工業
- 工業団地立地企業
  - 八千代工業団地
    - トオカツフーズ八千代工場
    - ツルハグループ関東物流センター

  - 上高野工業団地
    - 小久保製氷冷蔵 本社・工場 - ロックアイスの製造元
    - アマゾン八千代FC（フルフィルメントセンター）[広報 2] - Amazonの物流拠点
    - アーステクニカ八千代工場 - 破砕機・粉砕機・環境リサイクル機器

  - 吉橋工業団地
    - 石井食品八千代工場

主な商業施設
- ユアエルム八千代台店 - ユアエルム京成の本社所在地。
- フルルガーデン八千代 - 2002年（平成14年）10月29日にイトーヨーカ堂などが開業。
- イオンモール八千代緑が丘 - 2005年（平成17年）4月2日開業。
- アピア 八千代デパート
- ism緑が丘 - 旧アピタ跡地。アピタ撤退後はトライアル、キャッツアイなどが入店。

#### 本社・本店を置く企業
- 地域新聞社（東証ジャスダック）
- 京成バラ園芸
- 小久保製氷冷蔵 - ロックアイスの最大手メーカー[13]。
- 季緑園
- 東葉高速鉄道
- 東洋佐々木ガラス
- パール楽器製造
- ふくろうエフエム
- ユアエルム京成
- 名優

創業された主な会社
- ボヌール：靴店
- 赤門：焼肉ファミリーレストラン
- 八千代みらいチャンネル（YouTubeチャンネル）

#### 事業所を市内に置く企業
- 武蔵野千葉工場

## 姉妹都市・提携都市
日本国内
- 「八千代」の名を持つ町と1986年10月12日に姉妹都市提携「“八千代”同名市町協定」を結ぶ。
茨城県結城郡八千代町・兵庫県多可郡八千代町（現・多可町）・広島県高田郡八千代町（現・安芸高田市）
- 兵庫県八千代町、広島県八千代町の合併消滅により2004年2月提携解消。
- スポーツ友好都市として北海道釧路市。

海外
- タイラー市（アメリカ合衆国 テキサス州）
1992年5月16日タイラー市で[14][15]、同年8月23日八千代市でそれぞれ姉妹都市調印式を実施した[16]。
- バンコク（タイ王国）
2008年5月17日八千代市で友好都市提携調印式が行われた[17]。

## 地域

### 地区
南部
八千代市の中では比較的古い市街地である。昭和後期の大開発によりベッドタウンとして発展し、京成本線沿いに住宅地が広がっている。また、八千代台駅周辺ではユアエルム等商業施設も集積している。
中部
平成8年の東葉高速線の開業に伴い、駅周辺では土地区画整理事業を実施した上で宅地開発が行われた。村上・八千代中央・八千代緑が丘などの駅沿線を中心に中・高層マンションが林立し、村上駅前にフルルガーデン八千代、ヤマダデンキ等、八千代緑が丘駅前にイオンモール、TOHOシネマズ等の商業施設がある。
北部
鉄道駅には遠く、米本団地、大学町、もえぎ野の住宅地域のほかは主に農地である。ナシや野菜の栽培等の近郊農業が行われている。秀明大学、東京成徳大学がある。
| 地域名称           | 位置 | 特徴 |
| ------------------ | ---- | --- |
| 大和田地域         | 南部 | 成田街道の宿場町だったことから、市域では歴史ある旧市街地。現在は開発の余波を受けてその姿を変え、宿場町としての面影はほとんど残っていない。北部に国道296号が通じており市役所や消防署も立地しているが、畑地も点在しており住宅密度は高くない。京成大和田駅前では50年以上続いた区画整理事業が終了したが、立ち退いた商店の多くが戻らず、新規店舗開店も少ないため、空き地が目立つ。 |
| 八千代台地域       | 南部 | 日本初の住宅団地「八千代台団地」が建設された地域で、住宅団地発祥の地である。八千代台駅を中心として旧来からの住宅が密集しており、東西南北別に細かく住所が区分されている。また市内では最も人口密度が高いが高齢化が進んでいる。商業施設の集まる駅周辺では道路が放射状に延びており、高津川を挟んだ北西隣には自衛隊習志野演習場があり、訓練時にはヘリコプターやC-1輸送機などの音が響く。 「エポラ通り」は八千代台駅東口にある通りの名称。名称の由来はその通りにある大型店舗「エ」→「ユアエルム」（市内居住者は通称「エルム」と呼ぶため）、「ポ」→「十字屋ポポ」、「ラ」→「ラオックス」から。なお、「十字屋ポポ」「ラオックス」のいずれも既に撤退している。 |
| 高津地域           | 南部 | 自衛隊習志野演習場に隣接した、高津団地を中心とする住宅地。中央を高津川が流れている。北部の国道296号周辺は主要県道が多く集まっているが、道も狭いため非常に交通量が多く、新木戸交差点などは渋滞箇所として知られている。 |
| 勝田台地域         | 南部 | 勝田台駅・東葉勝田台駅を中心とする地域で、中心部には商店街が立地する。南部は住宅団地であるが、北部に国道296号、西部に国道16号が通じ交通の便が良い。新川にほど近く、支流の勝田川も流れており比較的高低差がある。位置的に市の外れであり佐倉市に隣接しているが、中心駅は鉄道2路線・市内利用客数第1位の拠点性があり、佐倉市民も多く集まる拠点地域である。学生も多く集まるが、特に村上団地など北部から多くの市民がバスまたは自転車で駅へと集まるため、駅周辺には自転車駐輪場も多く整備されている。勝田台駅開設以降より発展した南部地域であるが、大型店舗や近隣地域へ買い物客が流出し、人口増加も落ち着いているため、活性化が求められている。               |
| 緑が丘地域         | 中部 | 東葉高速線が開通した新興地域。東葉高速鉄道本社や車庫などがあるほか、イオンや映画館などの商業施設が豊富である。国道を隔てた高津地域とは性格が異なり、新興住宅街が中心で高層マンションも目立つ。西部は元来沼地であり、新川水系の支流もあることから高低差が激しい。吉橋工業団地がある他は粗放な土地だったが現在でも区画整理が続いており、国道296号周辺の道路混雑も解消すべく北西部へ向け更なる開発が進んでいる。 |
| ゆりのき台周辺地域 | 中部 | 東葉高速線八千代中央駅開業前より団地が建設され、開業後も周辺の宅地化や高層マンションの建設が進んだ。大和田地域から続く旧来の住宅街も残っている。南部はバイパス道路等も通じるが交通量は総じて多く、八千代郵便局・八千代警察署・八千代市消防本部などの行政機関がある他、市民会館や八千代総合運動公園があり、市の中核の一つである。新川との関わりが深く、川沿いに水田が多い。 |
| 村上地域           | 中部 | 国道16号線が通っていることから道路の便がよく、イトーヨーカドー、ジョイフル本田をはじめとする商業施設が多い。村上駅開業後は宅地開発が進んでいる。地域中央には大規模な村上団地があり、村上緑地公園を挟んで東隣に上高野工業団地がある。村上団地の辺縁には高校が多く立地する。北部は主要道周辺以外広葉樹林や果樹園が多く、ナシなどの栽培が盛んである。 |
| 大和田新田北東地域 | 中部 | 八千代緑が丘駅・八千代中央駅に挟まれた地域。駅に遠いため住宅などは少ない。八千代工業団地、東京女子医科大学八千代医療センター、ローズガーデンがある京成バラ園（京成バラ園芸経営）がある。 |

#### 市内の主な団地
- 八千代台団地
- 八千代台西団地
- 高津団地

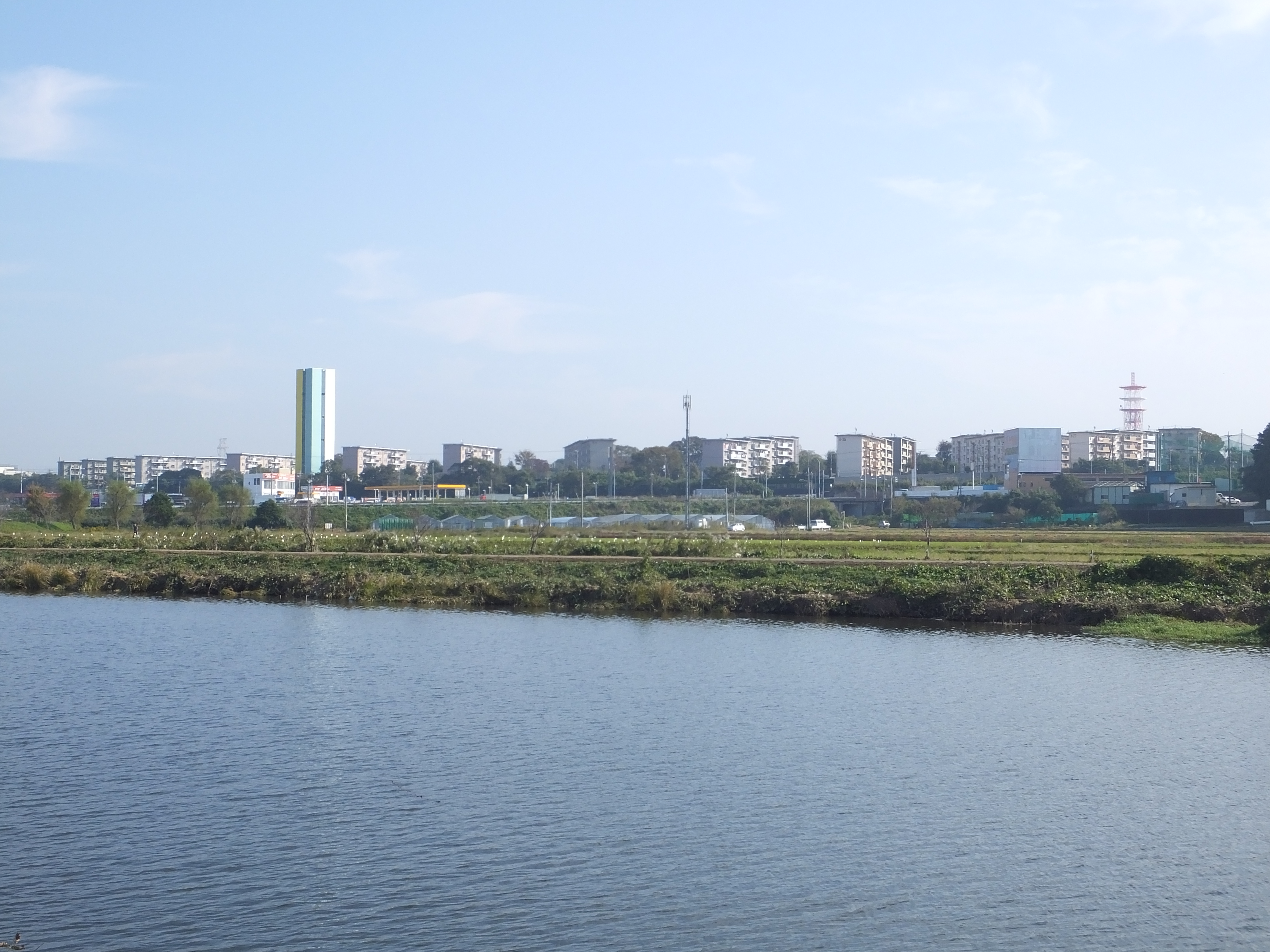
新川西岸より望む米本団地

- ゆりのき台団地 - 1987年（昭和62年）3月21日街開き[18]。
- 村上団地
- 米本団地
- 勝田台団地

### 医療
二次医療圏（二次保健医療圏）としては東葛南部医療圏（管轄区域：葛南地域および鎌ヶ谷市）である。三次医療圏は千葉県医療圏（管轄区域：千葉県全域）。
医療提供施設は特筆性の高いもののみを記載する。
- 一次医療圏
  - 東京女子医科大学八千代医療センター（八千代市、災害拠点病院[20]・救命救急センター）
  - 島田台病院（緊急指定病院）
  - 勝田台病院（緊急指定病院）
  - セントマーガレット病院（緊急指定病院）
  - 小池病院
  - しのだの森ホスピタル
  - 下総病院
  - 新八千代病院
  - 八千代病院
  - 八千代リハビリテーション病院
- 二次医療圏
  - 船橋市立医療センター（船橋市、災害拠点病院・救命救急センター）
  - 順天堂大学医学部附属浦安病院（浦安市、災害拠点病院・救命救急センター）
  - 東京ベイ・浦安市川医療センター（浦安市、災害拠点病院・救急基幹センター）
  - 東京歯科大学市川総合病院（市川市、災害拠点病院）
  - 千葉県済生会習志野病院（習志野市、災害拠点病院）

### 教育

#### 大学
- 秀明大学

#### 専修学校
- 東京動物専門学校
- 八千代リハビリテーション学院

#### 高等学校
- 千葉県立八千代高等学校
- 千葉県立八千代東高等学校
- 千葉県立八千代西高等学校
- 八千代松蔭高等学校
- 秀明八千代高等学校
- 千葉英和高等学校

#### 中学校
私立
- 秀明大学八千代中学校
- 八千代松陰中学校

公立
- 八千代市立八千代中学校
- 八千代市立睦中学校
- 八千代市立勝田台中学校
- 八千代市立大和田中学校
- 八千代市立高津中学校

- 八千代市立八千代台西中学校
- 八千代市立村上東中学校
- 八千代市立東高津中学校
- 八千代市立村上中学校
- 八千代市立萱田中学校

#### 小学校
- 八千代市立大和田小学校
- 八千代市立大和田西小学校
- 八千代市立大和田南小学校
- 八千代市立勝田台小学校
- 八千代市立勝田台南小学校
- 八千代市立萱田小学校
- 八千代市立萱田南小学校
- 八千代市立高津小学校
- 八千代市立新木戸小学校
- 八千代市立西高津小学校

- 八千代市立みどりが丘小学校
- 八千代市立南高津小学校
- 八千代市立睦小学校
- 八千代市立村上小学校
- 八千代市立村上東小学校
- 八千代市立村上北小学校
- 八千代市立八千代台小学校
- 八千代市立八千代台西小学校
- 八千代市立八千代台東小学校

#### 義務教育学校
- 八千代市立阿蘇米本学園

旧阿蘇中学校、阿蘇小学校、米本小学校、米本南小学校が2022年4月に統合して開校。

#### 廃校
- 八千代市立八千代台東小学校〈旧〉（2013年・統合により八千代台東小学校〈新〉を新設）[21]
- 八千代市立八千代台東第二小学校（同上）[21]
- 八千代市立米本小学校（2022年・八千代市立阿蘇中学校などとの統合により義務教育学校の八千代市立阿蘇米本学園へ）[22]
- 八千代市立米本南小学校（同上）[22]
- 八千代市立阿蘇小学校（同上）[22]
- 八千代市立阿蘇中学校（同上）[22]

#### 特別支援学校
- 千葉県立八千代特別支援学校

#### サポート校
- 同盟宣教学園高等部 アライアンス・ミッション・スクール

### 施設
郵便局

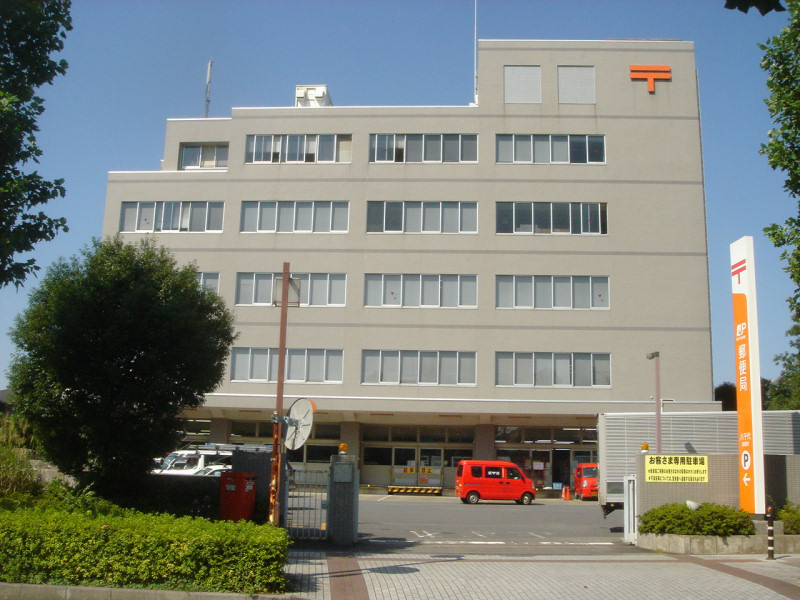
八千代郵便局

- 八千代郵便局（ゆうちょ銀行 八千代店）（05057）
- 睦郵便局（05223）
- 阿蘇郵便局（05249）
- 八千代台ユアエルム郵便局（05266）
- 八千代台郵便局（05324）
- 八千代大和田新田郵便局（05439）
- 八千代米本郵便局（05446）
- 八千代勝田台郵便局（05447）
- 八千代高津郵便局（05456）
- 八千代台西郵便局（05465）
- 八千代台東郵便局（05472）
- 八千代村上郵便局（05516）
- 八千代台北郵便局（05540）
- 八千代勝田台南郵便局（05582）
- 八千代大和田郵便局（05670）
- 八千代緑が丘駅前郵便局（05692）

郵便番号は以下が該当する。1集配局が集配を担当する。
- 八千代郵便局：「276-00xx」

博物館
- 八千代市立郷土博物館

図書館
- 八千代市立大和田図書館
- 八千代市立八千代台図書館
- 八千代市立勝田台図書館
- 八千代市立緑が丘図書館
- 八千代市立中央図書館 - 2015年（平成27年）7月1日開館[23]

### 放送
- テレビ：J:COM YY八千代
- ラジオ：ふくろうエフエム

## 交通

### 鉄道路線
京成電鉄
- 京成本線（押上線・浅草線・京急本線・空港線直通）
  - 八千代台駅 - 京成大和田駅 - 勝田台駅

東葉高速鉄道
- 東葉高速線（東西線・中央・総武緩行線直通）
  - 八千代緑が丘駅 - 八千代中央駅 - 村上駅 - 東葉勝田台駅
  - 車両基地：八千代緑が丘車両基地

京成電鉄・東葉高速鉄道が通っており、JR線は通っていない。なお、人口20万人以上の特別区および市の中でJRの駅が無いのは八千代市の他に、茨城県つくば市、群馬県太田市、埼玉県春日部市・草加市、東京都世田谷区・目黒区・文京区・練馬区・調布市・西東京市、神奈川県大和市・厚木市、愛知県豊田市、大阪府豊中市、沖縄県那覇市がある。これらは目黒区・文京区・大和市を除きJRの鉄道路線自体が通らないことも共通する。

### バス路線
- コミュニティバス
- 京成バス
- 千葉内陸バス
- 船橋新京成バス
- 東洋バス
- 千葉シーサイドバス
- ちばレインボーバス
- 平和交通

### 道路
市内に有料道路はない。有料道路へのアクセスには東関東自動車道の千葉北インターチェンジ・湾岸習志野インターチェンジや京葉道路の穴川インターチェンジ・武石インターチェンジ・花輪インターチェンジ、茨城県方面からは常磐自動車道の柏インターチェンジや首都圏中央連絡自動車道（圏央道）の牛久阿見インターチェンジなどが最寄りである。
一般国道
- 国道16号
- 国道296号

都道府県道
- 主要地方道
  - 千葉県道4号千葉竜ヶ崎線
  - 千葉県道57号千葉鎌ケ谷松戸線
  - 千葉県道61号船橋印西線
- 一般県道
  - 千葉県道201号大和田停車場線
  - 千葉県道262号幕張八千代線
  - 千葉県道263号八千代宗像線
- 自転車道
  - 千葉県道406号八千代印旛栄自転車道線

都市計画道路（幹線道路）
- 都市計画道路勝田台長熊線

道の駅
- 道の駅やちよ - 1996年（平成8年）道の駅に認定[24]

## 名所・旧跡・観光スポット・祭事・催事

### 名所・旧跡・観光スポット
- 七百餘所神社
- 高津比咩神社
- 正覚院
- 長妙寺
- 新川
- 飯縄神社
- 米本城跡
- 新川遊歩道

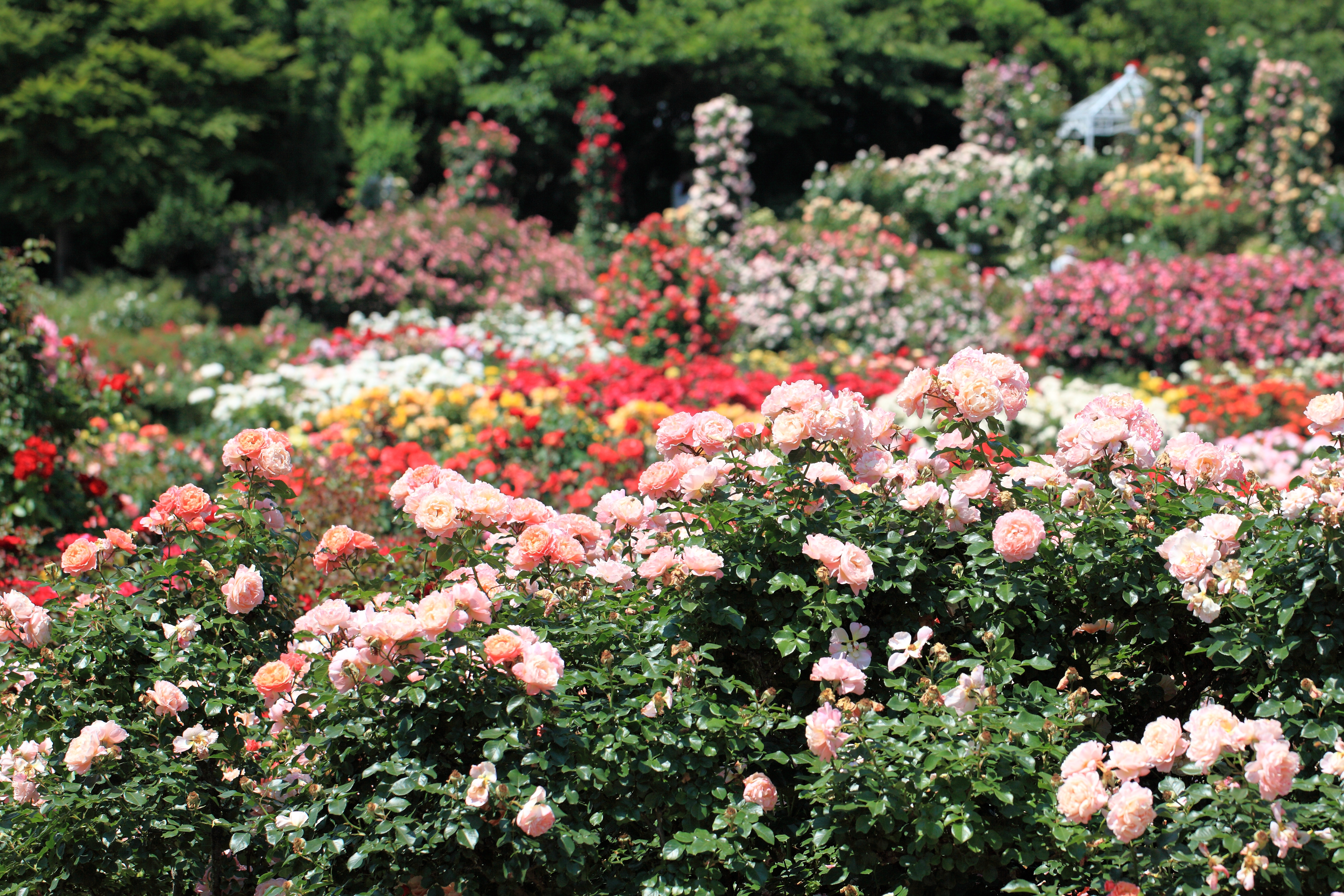
京成バラ園（ローズガーデン）

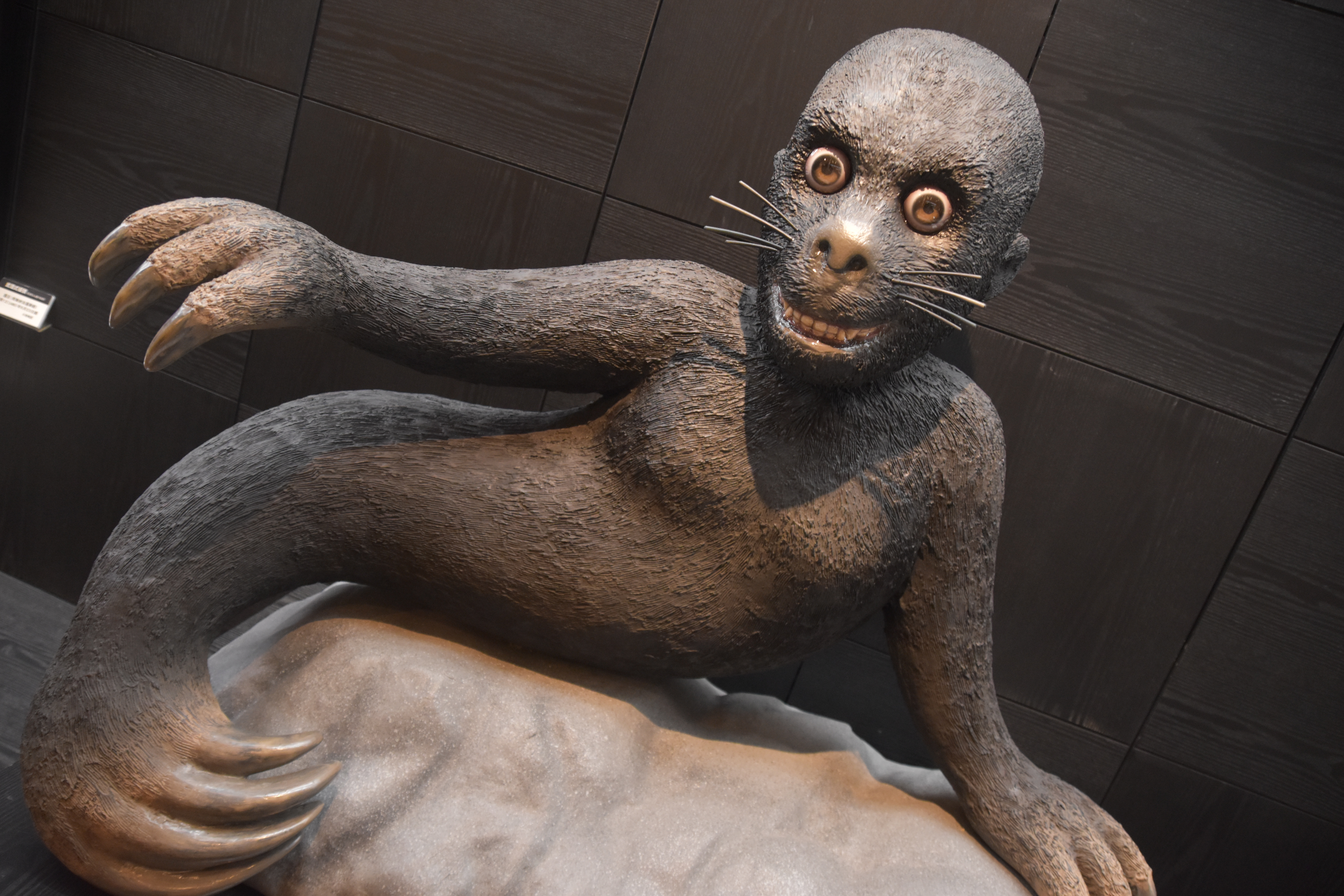
八千代市立郷土博物館に展示されている印旛沼の怪獣の想像復元模型。

  - 印旛放水路（印旛沼 - 検見川浜）沿いに設けられた遊歩道の八千代市管理部分である八千代市阿宗橋-大和田排水機場間。新川サイクリングロードは愛称。歩行者・自転車専用で平坦な道が続くため、初心者でも快適に走ることができる。印旛沼に向かって右岸は全舗装。ただし簡易舗装が多く路面は荒れている。左岸は平戸橋 - 阿宗橋間の一部が未舗装。なお、印旛沼 - 阿宗橋間は千葉県が管理する「八千代印旛栄自転車道」、通称「印旛沼自転車道」に、千葉市弁天橋 - 稲毛海浜公園（検見川の浜）間は千葉市が管理する「花見川サイクリングロード」となる。大和田排水機場 - 弁天橋間は一般道。
- 京成バラ園
- 八千代市立郷土博物館
- 文化伝承館

### 祭事・催事
- 八千代ふるさと親子祭
  - 毎年8月最終土曜日近辺に新川村上橋沿いで催される夏祭り。特に花火は地元保品に花火製造の「玉屋」があることもあり、夏の夜空に数千発の大輪の花が咲く。広告料の安い花火大会であり、1発5000円から自分の花火を上げる事が可能。
- 八千代ふるさと音頭
  - 森昌子が唄う明るい曲調の音頭。歌詞に八千代市の名産品などが列挙されている。標準の振り付けも存在。市制施行10周年を記念して制作された際、依頼を受けて歌った。

### 文化財
千葉県指定文化財一覧。
| 番号 | 指定・登録 | 類別               | 名称                            | 所在地                         | 所有者または管理者 | 指定年月日                | 備考 |
| ---- | ---------- | ------------------ | ------------------------------- | ------------------------------ | ------------------ | ------------------------- | ---- |
| 1    | 県指定     | 有形文化財（彫刻） | 木造釈迦如来立像・木造舎利塔1基 | 八千代市村上1530               | 正覚院             | 1960年（昭和35年）6月3日  | 1躯  |
| 2    | 県指定     | 無形民俗文化財     | 下総三山の七年祭り              | 八千代市萱田・大和田・高津ほか | 七年祭り保存會     | 2004年（平成16年）3月30日 |      |

## 出身有名人
- 石塚裕惺（プロ野球選手 読売ジャイアンツ所属）
- 渡辺康幸（箱根駅伝）
- 青山倫子（女優）
- 安楽宙斗（スポーツクライマー）
- 飯島茜（女子プロゴルファー）
- 池田来翔（プロ野球選手、千葉ロッテマリーンズ所属）
- 岩崎ひろみ（女優、タレント）
- 岩佐美咲（演歌歌手、AKB48チームBの元メンバー、小学生の途中まで在住、以降は流山市に移住）
- 内田祐介（俳優）
- 永徳（俳優）
- 大木梓彩（女優）
- 尾関知人（調教師）
- 木下愛季子（NHK千葉放送局契約キャスター）
- 清宮虎多朗（プロ野球選手、北海道日本ハムファイターズ所属）
- 近藤誠也（将棋棋士）
- 真田圭一（将棋棋士）
- 周郷博（教育者）
- 杉野遥亮（俳優）
- 滝澤正光（元競輪選手）
- 武内崇（実業家、キャラクターデザイナー）
- 田中正良（NHK解説委員室 解説委員）
- 角田夏実（柔道家）
- 奈須きのこ（シナリオライター・小説家）
- 豊田俊郎（参議院議員、元八千代市長、元千葉県議会議員）
- 西脇亨輔（弁護士、元テレビ朝日アナウンサー）
- 花咲れあ（グラビアアイドル）
- 平川健太郎（日本テレビアナウンサー）
- 保坂伸（経済産業官僚）
- 松崎麻矢（Favorite Blueのメンバー、歌手、モデル、ラジオパーソナリティ）
- 松戸徹（第22代船橋市長）
- 室田瑞希（アーティスト・歌手・女優）
- 八百屋お七（江戸時代に放火未遂事件を起こし、浄瑠璃芝居等のモデルとなった人物。現在の八千代市に生まれたとする説があり、市内の長妙寺に墓がある[広報 3]）
- ランボー宏輔（総合格闘家）
- 若井伸之（オートバイ・ロードレースライダー）
- 一樹千尋（宝塚歌劇団専科男役）
- 角野隼斗（ピアニスト）
- 齋藤孝司（鮨職人・鮨さいとう店主）
- 橋本幹彦（衆議院議員）

#### 広報資料など一次資料
1. ↑  “国会議員,千葉県知事及び千葉県議会議員の任期,定数及び選挙区”.   千葉県 (2016年5月16日). 2016年8月16日閲覧。
2. ↑  “アマゾン　ジャパン・ロジスティクス、Amazon.co.jpの事業拡大をサポートするため、新たに物流センター「アマゾン八千代ＦＣ（フルフィルメントセンター）」を開業”.   Amazon.co.jp (2007年7月31日). 2016年8月23日閲覧。
3. ↑  “境内散策”.   日蓮宗天受山長妙寺. 2016年8月16日閲覧。